# Dawa
Dawa of da'wa verwijst gewoonlijk naar het bekeren tot de islam (dat wil zeggen vrijwillige bekering door kennismaking met een religie). Het Arabische الدعوة, daˤwah betekent letterlijk "oproepende" of "uitnodigende", daar het het actieve deelwoord is van een werkwoord dat de verschillende betekenissen van "oproepen, uitnodigen" (waarvan de triconsonantische wortel د ع و is) heeft. Een moslim die de daˤwah praktiseert als godsdienstleraar of meedoet aan een vrijwillige gemeenschapsinspanning, wordt een dāˤī (meervoud دعاة, du'āt, vaak getranslitereerd als "da'ee"). Een dāˤī is dus iemand die mensen uitnodigt tot een beter begrip van de islam door middel van een gesprek, en kan in sommige gevallen worden beschouwd als het islamitische equivalent van een missionaris of zendeling.
Specifiek voor het praktiseren van de dawa geldt dat er expliciet noch impliciet wordt opgeroepen tot het gebruik van fysiek geweld. Indien radicaal-islamitische organisaties of netwerken echter openlijk aanzetten tot het plegen van geweld of heimelijk spanningen tussen groepen stimuleren die kunnen leiden tot gewelddadigheden, beoefent men niet langer de dawa maar gaat men over tot de jihad of de gewapende strijd, de zogenaamde 'heilige oorlog'.

## Islamitische radicalisering
Onder invloed van het heroplevende wahabisme, Saoedische salafisme, heeft de dawa sinds het ontstaan van de Koude Oorlog een dwingender en dreigender karakter gekregen. Inspelend op de oliecrises van 1973 en 1979, de daaropvolgende economische crisis van de jaren tachtig en de daar mee gepaard gaande socio-culturele en morele vervreemding van de gastarbeiders in West-Europa heeft Saoedi-Arabië de laatste decennia met succes een uitgesproken proselitisch buitenlands beleid gevoerd. Bij het verspreiden van de Wahabitische islam speelden en spelen nog steeds drie militante organisaties een belangrijke rol:
- het Saoedische Ministerie van Islamitische Zaken, dat zich bezighoudt met het financieren van moskeeën, islamitische culturele organisaties en Koranscholen alsook het organiseren van studiedagen over de hele wereld
- het Koning Fahd Complex, dat zich toelegt op het drukken, verspreiden, exegese en vertalen van de Koran in vijftig talen
- de Moslim Wereld Liga of Rabitat al-Alam al-Islami, een machtige internationale niet-gouvernementele organisatie dat via deelorganisaties (zoals het Islamitisch Cultureel Centrum) hoofdzakelijk gericht is op het uitoefenen van de dawa, met name het oproepen van niet-moslims (kafirs) om zich te bekeren tot de (puriteinse) interpretatie van de islam en het aanmanen van gematigde moslims om de sharia strikt na te leven. Sinds de opkomst van de digitale globalisering gebruikt nu ook de Moslim Liga (zoals deelorganisatie Chatislam.org) veelvuldig het internet om de zogenaamde 'digitale dawa' te vervullen.[2]